# Ambia (Indiana)
Ambia es un pueblo ubicado en el condado de Benton en el estado estadounidense de Indiana. En el Censo de 2010 tenía una población de 239 habitantes y una densidad poblacional de 623,5 personas por km².

## Geografía
Ambia se encuentra ubicado en las coordenadas 40°29′22″N 87°30′58″O / 40.48944, -87.51611. Según la Oficina del Censo de los Estados Unidos, Ambia tiene una superficie total de 0.38 km², de la cual 0.38 km² corresponden a tierra firme y (0%) 0 km² es agua.

## Demografía
Según el censo de 2010, había 239 personas residiendo en Ambia. La densidad de población era de 623,5 hab./km². De los 239 habitantes, Ambia estaba compuesto por el 76.99% blancos, el 0% eran afroamericanos, el 0% eran amerindios, el 0% eran asiáticos, el 0% eran isleños del Pacífico, el 20.5% eran de otras razas y el 2.51% pertenecían a dos o más razas. Del total de la población el 43.51% eran hispanos o latinos de cualquier raza.